# کلیسای حضرت گئورگ
کلیسای حضرت گئورگ مربوط به دوره قاجار است و در شهرستان فریدن، بخش مرکزی، دهستان ورزق جنوبی، روستای سواران، ۱۵ کیلومتری شهر داران واقع شده و این اثر در تاریخ ۲۲ آبان ۱۳۸۶ با شمارهٔ ثبت ۱۹۸۵۷ به‌عنوان یکی از آثار ملی ایران به ثبت رسیده است.